# Павлюк Євген Сергійович
Євген Сергійович Павлюк (нар. 18 серпня 2002, Житомир, Україна) — український футболіст, центральний захисник харківського «Металіста 1925». Виступав за молодіжну та олімпійську збірні України.

## Клубна кар'єра
Сезон 2019/20 років розпочав у складі юніорської (U-19) команди «Ворскли», в складі якої виступав першу половину сезону. Весняно-літню частину чемпіонату розпочав вже в складі молодіжної команди, за яку провів 2 поєдинки. У середині травня 2020 року підписав свій перший професійний контракт, з головною командою «Ворскли». У футболці полтавського клубу дебютував 19 травня 2020 року в переможному (2:0) домашньому поєдинку 27-го туру Прем'єр-ліги проти «Дніпра-1». Євген вийшов на поле на 90+2-й хвилині матчу, замінивши Руслана Степанюка. Дебютним голом за «Ворсклу» відзначився 16 липня 2020 року на 46-й хвилині програного (1:2) домашнього поєдинку 31-го туру Прем'єр-ліги проти «Маріуполя». Павлюк вийшов на поле в стартовому складі та відіграв увесь матч.
22 червня 2025 року став гравцем «Металіста 1925», уклавши з харківським клубом контракт на 3 роки з можливістю пролонгації ще на рік.

## Кар'єра в збірній
Викликався до юнацької збірної України (U-18), але в її складі не зіграв жодного офіційного поєдинку.

## Досягнення
«Ворскла»:
 Фіналіст Кубку України: 2023/24